# Hydractinia hancocki
Hydractinia hancocki är en nässeldjursart som beskrevs av John Fraser 1938. Hydractinia hancocki ingår i släktet Hydractinia och familjen Hydractiniidae. Inga underarter finns listade i Catalogue of Life.